# Kościół św. Jadwigi w Siekierkach Wielkich
Kościół św. Jadwigi – drewniany rzymskokatolicki kościół parafialny w Siekierkach Wielkich.

## Historia i architektura
Jednonawową świątynię zabudowano w 1762, a fundatorami byli jezuici z Poznania – ówcześni właściciele tego terenu. Remontowany był w 1959 oraz w latach 90. XX wieku. W 1970 nad wejściem od strony zachodniej wykonano daszek wsparty na słupach. Świątynia jest orientowana, konstrukcji zrębowej, oszalowana. Prezbiterium zamknięte trójbocznie. Kwadratowa wieża konstrukcji słupowej, a na niej baniasty hełm pokryty blachą. Dachy pokryte gontami. Wyposażenie wnętrza jest barokowe – z XVII i XVIII wieku, późnobarokowa jest także polichromia (3. ćwierć XVIII wieku) przedstawiająca św. Jadwigę, czterech Ewangelistów i anioły. Na balustradzie chóru wymalowano natomiast instrumenty muzyczne. Na stropie prezbiterium kolejna polichromia, tym razem z lat pięćdziesiątych XX w. – jej projektantem był Jan Grzegorzewski. Ołtarz główny zawiera obraz św. Jadwigi (2. połowa XVIII w.). W prezbiterium stoi renesansowa ławka kolatorska z 1. połowy XVI w., płaskorzeźbiona (herby: Wczele, Łodzia, Prawdzic i Rawicz).

## Otoczenie
Przy kościele stoi symboliczny nagrobek Augusta Wilkońskiego. Krzyż misyjny zawiera datę 11-18 października 2009.

## Galeria

### Z zewnątrz

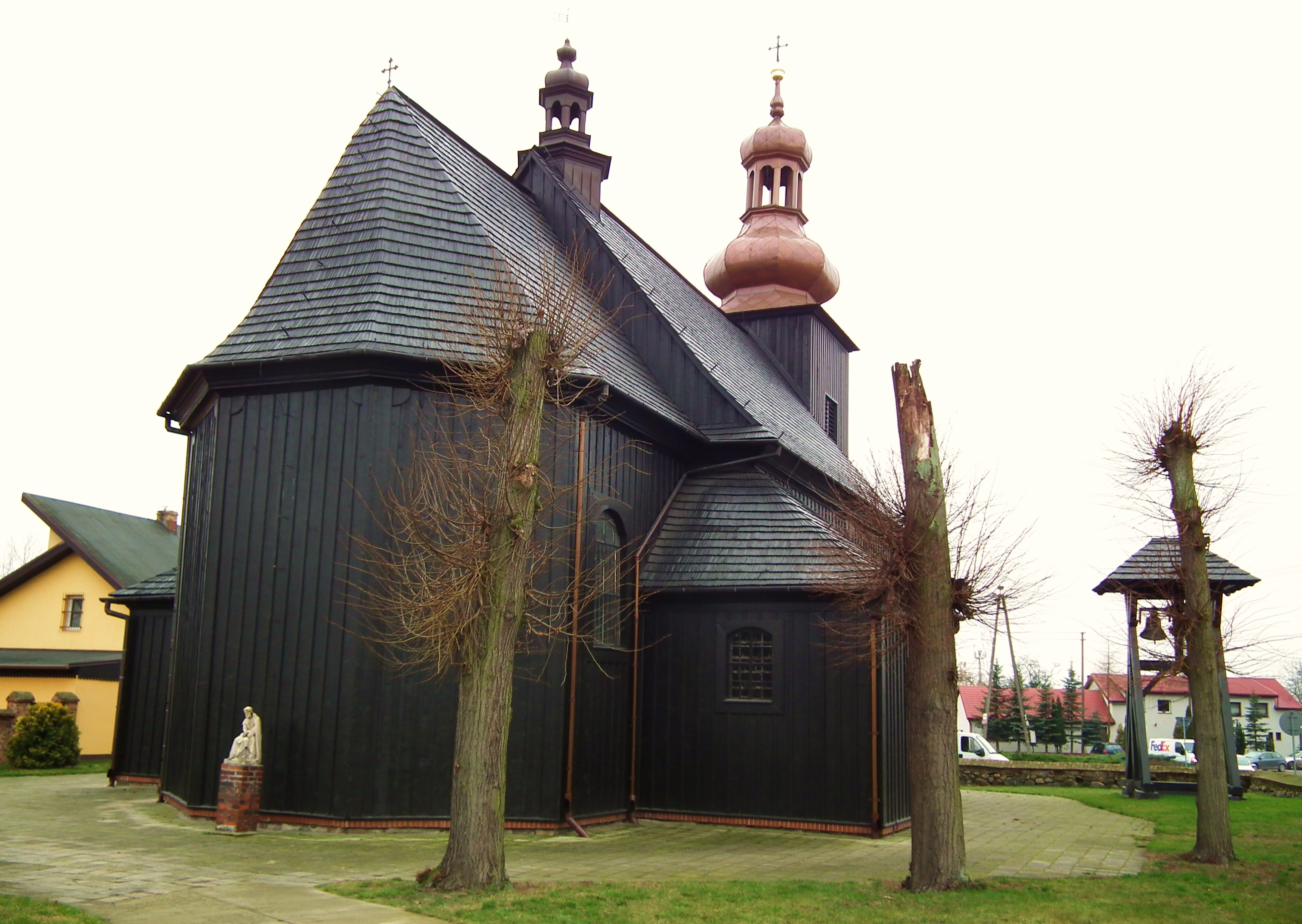
Prezbiterium
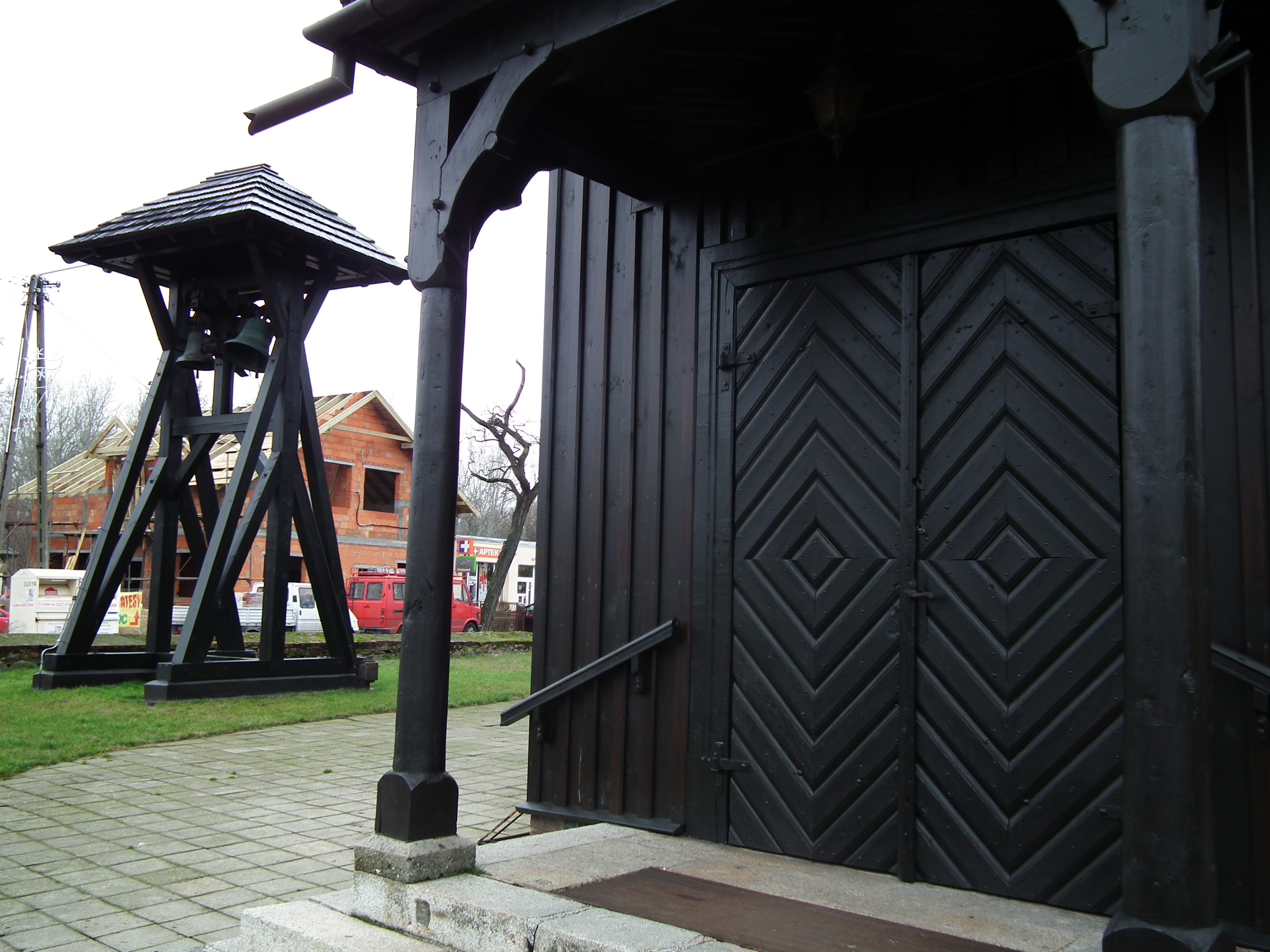
Dzwonnica i detal
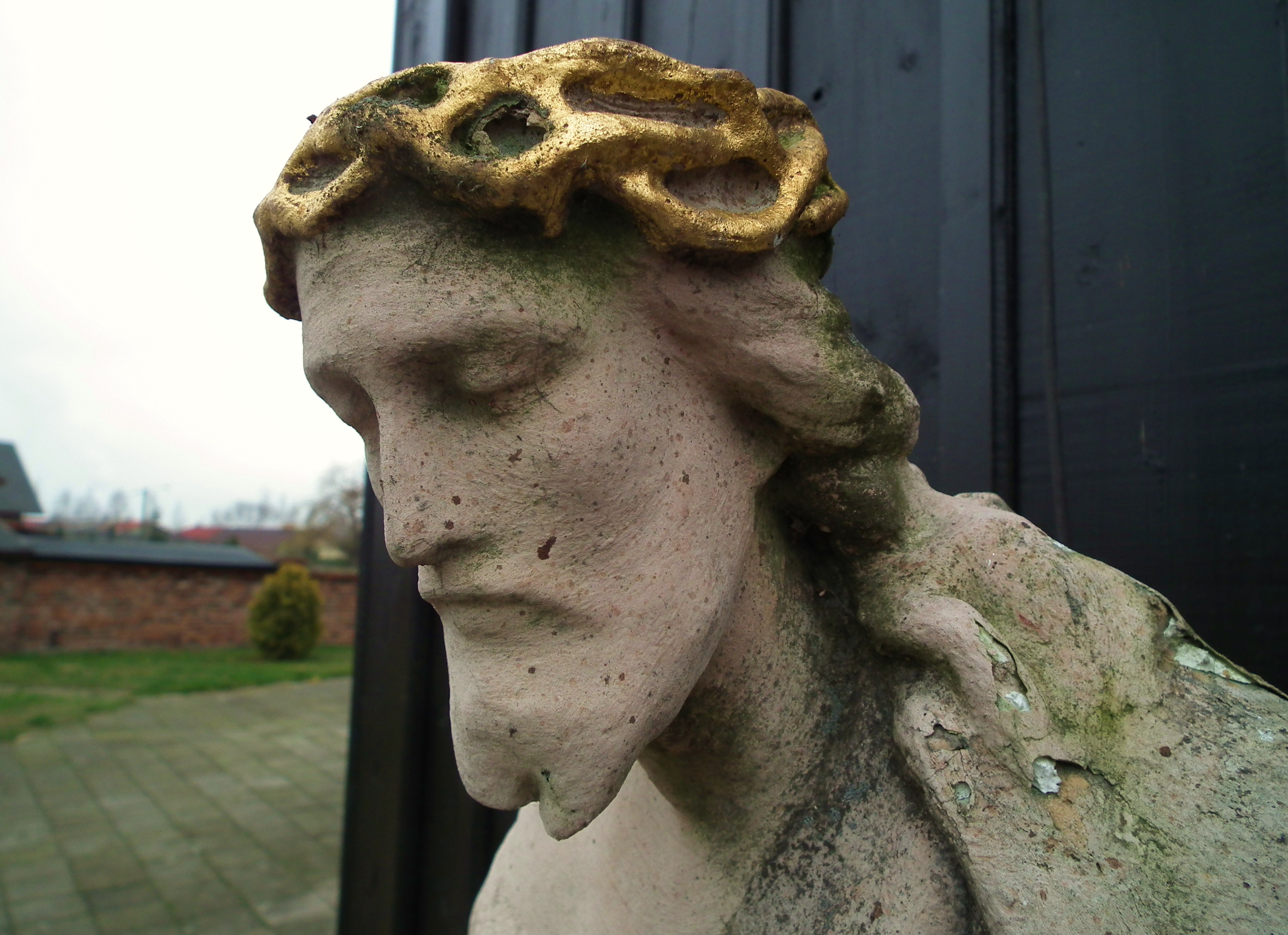
Figura Jezusa

### Wnętrze

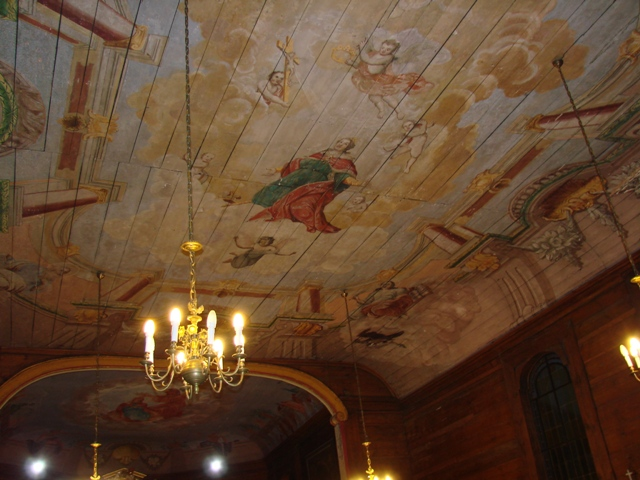
Strop
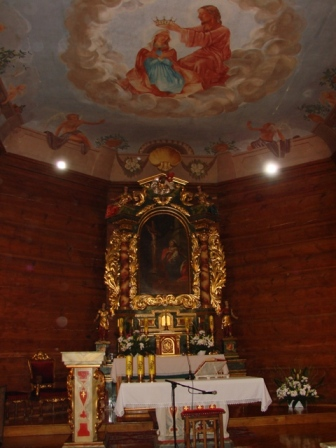
Ołtarz
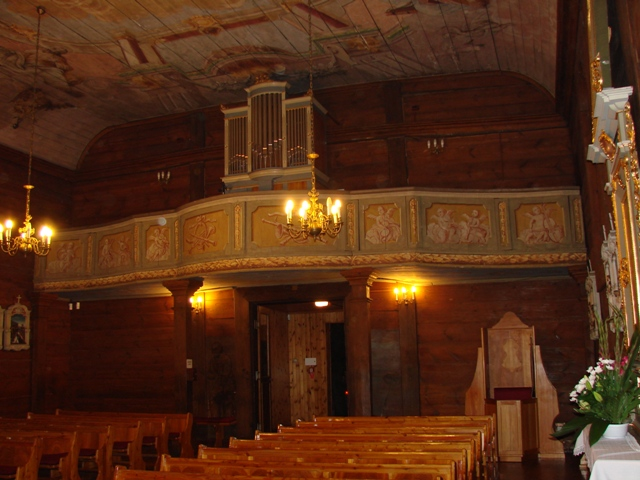
Chór